# IBM Advanced/36
El Advanced/36 era una computadora de gama media de IBM basada en hardware AS/400 adaptado y software System/36. Se comercializó a partir de octubre de 1994 hasta 2000.

## Resumen
El Advanced/36 es físicamente más pequeño que otras ofertas de S/36 debido al uso de hardware más avanzado. Era más barato, con precios a partir de los US$12 000 (equivalente a $24 668 en 2023). El 5362 más pequeño se vendió por alrededor de US$20 000 (equivalente a $41 114 en 2023), y el 5360 más grande se vendió por más de US$200 000 (equivalente a $411 136 en 2023).
Para el año 2000 ya no se comercializaba el A/36. La compatibilidad con Advanced/36 Machine en OS/400 se eliminó en V4R5.

## Configuraciones
La configuración máxima de un Advanced/36 es 4,19 Gb de almacenamiento en disco, 256 Mb de memoria, una unidad de cinta y una sola unidad de disquete de 8" (o 5,25") junto con un adaptador de comunicación para módems (como BSCA/SLDC) y twinax y una placa para instalar la unidad de cinta de 9 pistas (9438-12).
El A/36 se comercializó en tres paquetes: el paquete pequeño, el paquete de crecimiento y el paquete grande. Las máquinas vendidas en 1994 contenían una versión del sistema operativo System Support Program (SSP) denominado «7.1», este era el 9402-236. En 1995, se ofreció un A/36 actualizado con una versión de SSP denominada «7.5», este era el modelo 9402-436. Un 236 podía actualizarse a un 436. El modelo 436 también podía ejecutar OS/400.
Había tres opciones de CPU, que diferían según el rendimiento. La base se conocía como N.º 2102 y el siguiente nivel era el N.º 2104, que era 1,3 veces más rápido. La opción final, N.º 2106, se anunció como 2,4 veces más rápida que el modelo base.

## Software
El SSP para Advanced/36 admitía los mismos lenguajes de programación que los sistemas S/36 estándar, a saber, RPG II, COBOL, FORTRAN, System/36 BASIC y Ensamblador. El Advanced/36 también incluía la utilidad Programmer and Operator Productivity Aid como estándar.

## Copia de seguridad y almacenamiento
Una diferencia entre el A/36 y los S/36 anteriores es la unidad de cinta 9402. El 9402 utiliza cartuchos de un cuarto de pulgada que pueden almacenar hasta 2,5 Gb de datos. El 9402 puede leer las cintas de 60 MB de la unidad de cinta S/36 6157 anterior, pero no puede escribir en ellas.
La unidad de CD-ROM A/36 se proporciona únicamente para la instalación de PTF. Los CD de PTF solo se pueden aplicar si el operador sigue un procedimiento de derivación para cambiar los códigos de dispositivo con la unidad de cinta. La unidad de CD se convierte en TC. La unidad de CD solo estaba en el modelo 436, no en el 236.
La unidad de disquete A/36 de 8" era opcional y se comercializó por aproximadamente US$1000 (equivalente a $2056 en 2023). También estaba disponible una opción de unidad de disquete de 5,25". Estos estaban destinados a permitir la migración de datos desde hardware S/36 más antiguo.